# Poestenkill (CDP, New York)
Poestenkill est une census-designated place du comté de Rensselaer, dans l'État de New York, aux États-Unis,. En 2020, elle compte une population de 1 020 habitants.